# Prozessrefraktometer

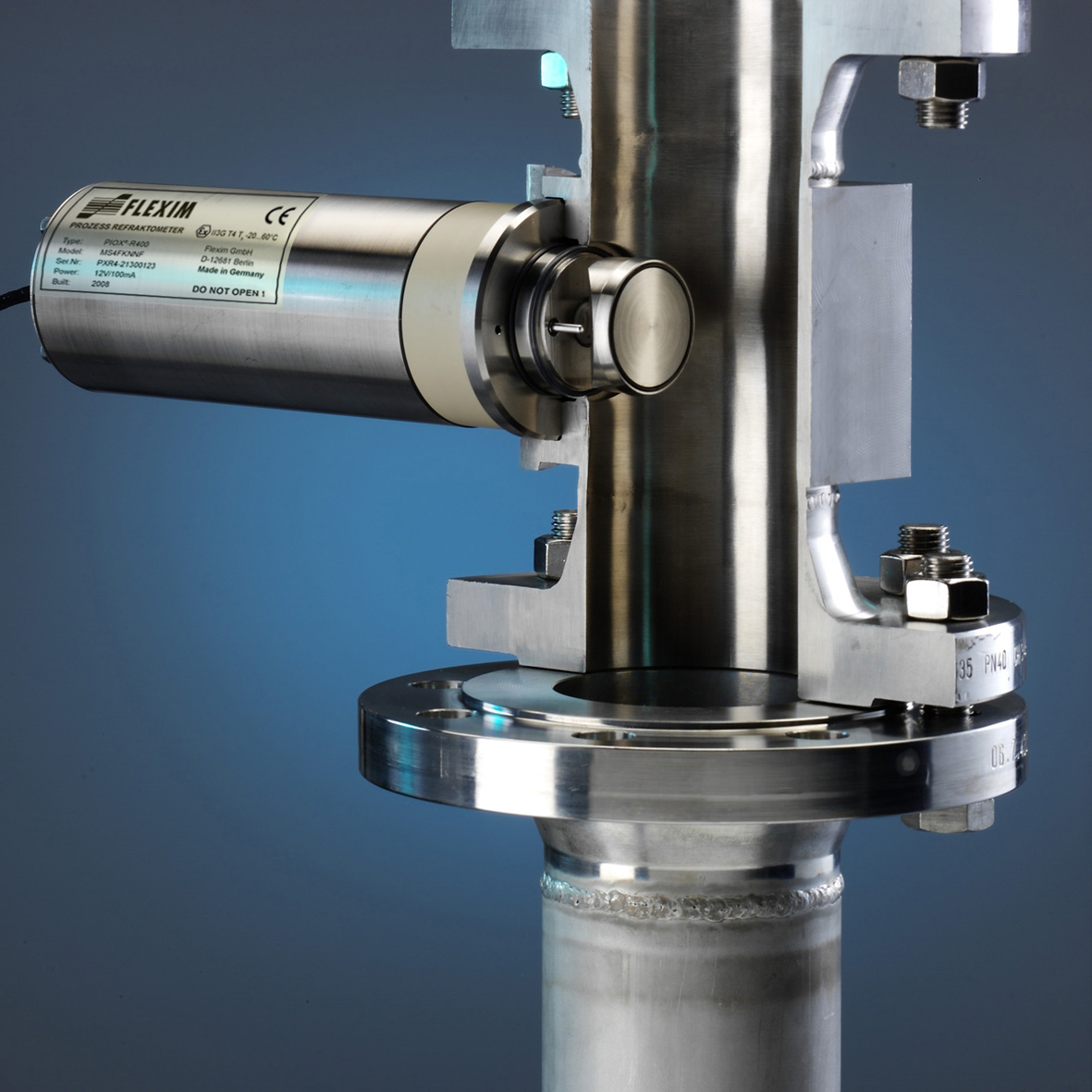
Einbau eines Refraktometer-Sensors in ein Prozessrohr

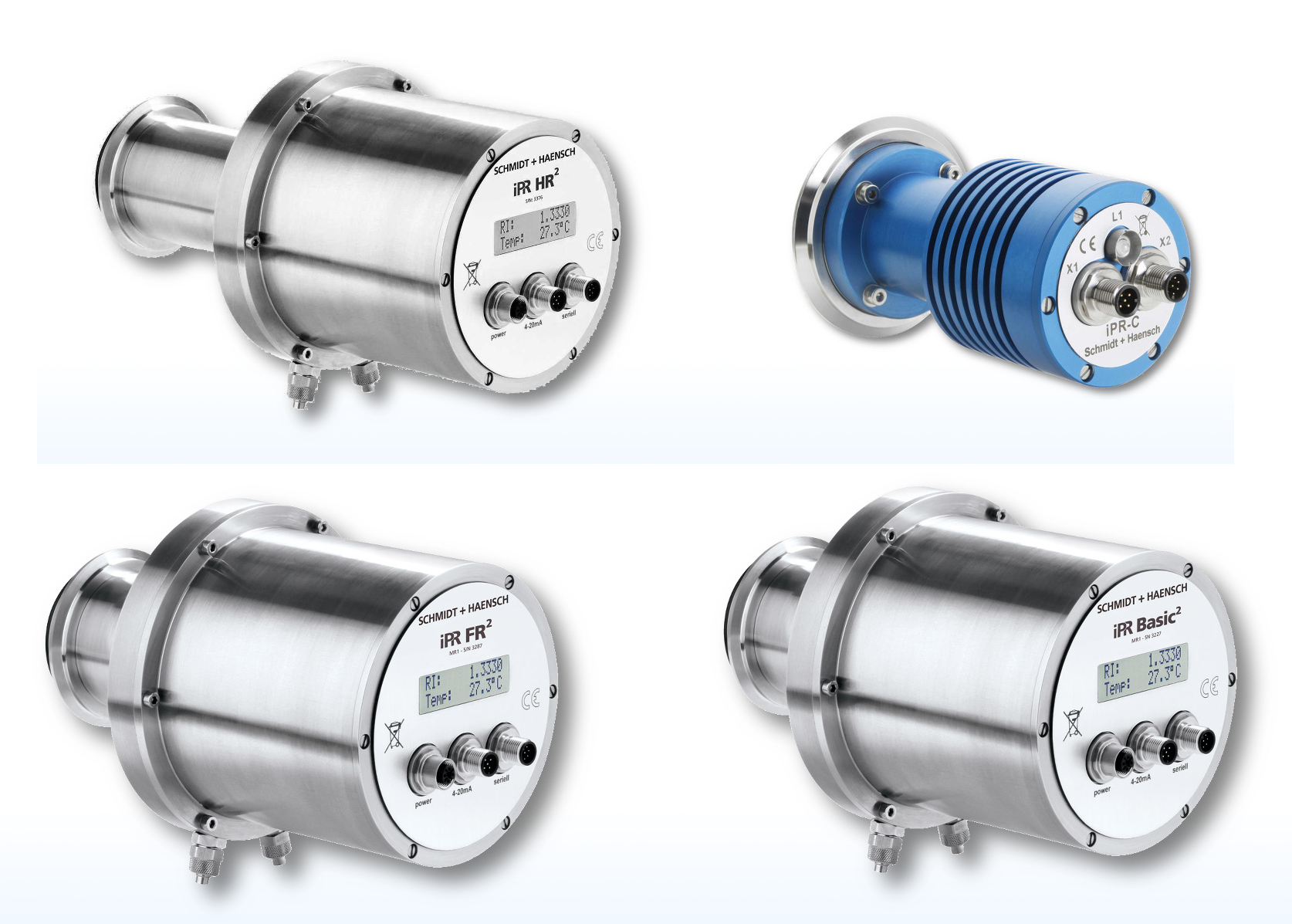
Prozessrefraktometer der iPR-Familie

Ein Prozessrefraktometer, oft auch als inline-Refraktometer bezeichnet, ist ein Refraktometer, das direkt („inline“) in ein Rohr oder in einen Tank eingebaut wird, um kontinuierlich und in Echtzeit die Konzentration eines flüssigen Stoffgemisches zu messen. Neben dem Einbau in eine Rohrleitung oder in einem an der Tankwand angebrachten Stutzen zählen zu den Prozessrefraktometern auch sog. Tauchrefraktometer. Diese werden an einer Behälterwand befestigt, die optische Einheit ist vollständig im zu messenden Medium eingetaucht.
Sensoren und Steuergeräte sind als Feldgeräte ausgeführt. Durch den direkten Einbau eines Refraktometers in raue Prozessumgebungen ergeben sich besondere Anforderungen wie: z. B. Explosionsschutz, Verträglichkeit gegenüber hohen und niedrigen Temperaturen und hochwertige Werkstoffe, die gegen aggressive Chemikalien beständig sind. Wo der direkte Einbau nicht möglich oder nicht sinnvoll ist, werden Prozessrefraktometer über einen Bypass angeschlossen.
Der Sensor misst den Brechungsindex und die Temperatur des Probemediums. Das Steuergerät berechnet daraus die Konzentration von Stoffgemischen. Die Messwertausgabe erfolgt in Brix [%] oder einer Spezialskala (z. B. Ethanol, Propylenglykol, Natriumchlorid u. a.) und ist oft bis 100 °C temperaturkompensiert.
Die Aufgaben eines Prozessrefraktometers sind meist Qualitätskontrolle und Prozessoptimierung. Häufige Einsatzgebiete sind die Verarbeitung von Lebensmitteln, chemische Industrie und Pharmazie. Einige Prozessrefraktometer tolerieren kurzzeitig Temperaturen bis 165 °C und sind CIP-/SIP-fähig. Dadurch erfüllen sie die Anforderungen an Hygiene und Prozessreinigung.
Zunehmend finden Prozessrefraktometer in der metallverarbeitenden Industrie Verwendung. Bei der spanenden Fertigung von Werkstücken werden zur Kühlung und zur Schmierung oft ölhaltige Kühlschmierstoffe (KSS) verwendet. Die Zusammensetzung von wassergemischten KSS kann sich während des Gebrauchs jedoch stark verändern. Durch die ständige Überwachung der Öl-Konzentration mittels eines Prozessrefraktometers stehen damit einem Betrieb somit in Echtzeit und rechtzeitig Informationen zur Verfügung, wie sich die Emulsion durch ihren Gebrauch verändert.
Für eine Verbindung mit einem Prozessleitsystem oder einer SPS werden vom Steuergerät analoge Ausgänge (z. B. 4–20 mA Stromschnittstelle), digitale Ausgänge (z. B. Feldbus) und Alarmausgänge (z. B. Relais) bereitgestellt.
Das erste Prozessrefraktometer REMAT20 (REfraktoMeterAutomaT) wurde von VEB Carl Zeiss Jena entwickelt und auf der Leipziger Frühjahrsmesse 1976 vorgestellt.
Aktuelle Geräte sind als digitale Messgeräte ohne bewegliche Teile ausgeführt.